# الکپو
الکپو (به لاتین: Alekpo) یک منطقهٔ مسکونی در بنین است که در ساوالو، بنین واقع شده‌است.